# Montaña Suiza
Montaña Suiza es una montaña rusa de acero de tipo scenic railway ubicada en el Parque de Atracciones Monte Igueldo, en San Sebastián, España. Fue diseñada por el ingeniero alemán Erich Heidrich y se abrió en 1928. Es la montaña rusa de acero más antigua del mundo aún en funcionamiento.
La atracción fue construida con raíles de madera que estaban en la vía, como en los scenic railways habituales; tan solo la pista está parcialmemte expuesta al paisaje y está hecha de hormigón. La atracción carece de la tradición de apoyar en soportes los scenic railways; la vía discurre por depresiones hechas en el terreno y a lo largo de la parte superior del recorrido por un muro costero. Los raíles han sido cambiados por unos de acero.
La montaña rusa opera con dos trenes, cada uno de los cuales está compuesto de dos coches, de 5 filas cada uno, con dos personas por fila, siendo así su capacidad de 20 personas por tren. Los coches están hechos de madera y discurren sobre ruedas de acero. Como los scenic railways en Margate y Great Yarmouth Pleasure Beach, en el Reino Unido y Luna Park, en Melbourne, Australia. Un brakeman viaja entre los dos coches para controlar su velocidad.

## Vídeos
- Onride del coche trasero; el operario de la atracción está entre los coches
- Onride primera fila